# Dirty Dozen Brass Band

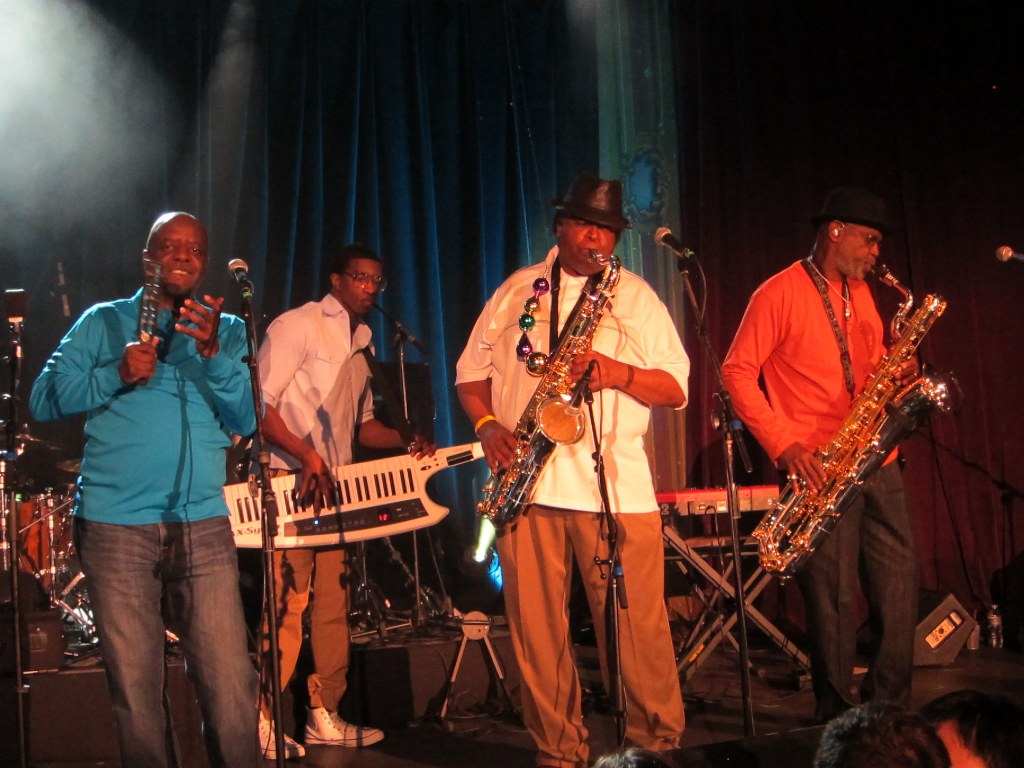
Dirty Dozen Brass Band (2014)

Die Dirty Dozen Brass Band ist eine Brass Band aus New Orleans, Louisiana. Sie wurde 1977 von Benny Jones aus den Überresten der aufgelösten Tornado Brass Band gegründet und ist seitdem eine der bekanntesten und vielseitigsten Brass Bands.

## Die Vorgeschichte
1972 hatte Danny Barker die Fairview Baptist Church Marching Band gegründet, um den jungen Leuten in der Gemeinde eine Möglichkeit zu geben, ihre Energie und Kreativität auszuleben. Diese Formation wurde im lokalen Umfeld recht bekannt und verwandelte sich unter dem Trompeter Leroy Jones in eine professionelle Band, die Hurricane Brass Band. Da aber die traditionellen Street Bands in den späten 70ern immer weniger nachgefragt wurden, verließ Leroy Jones die Band, um kommerziellere Jazz-Musik zu machen, und nach einer kurzen Periode unter dem Namen Tornado Brass Band löste sich die Gruppe schließlich auf.

## Die Neugründung
Einige Musiker der Tornados, Gregory Davis (Trompete), Kirk Joseph (Sousaphon), Charles Joseph (Posaune) und Kevin Harris (Saxophon), probten bis 1977 weiterhin zusammen, als sich ihnen Ephrem Towns (Trompete), Roger Lewis (Saxophon), sowie Benny Jones und Jenell Marshall (beide Schlagzeug) anschlossen. Zu diesem Zeitpunkt war kaum jemand bereit, eine traditionelle Marching Band zu engagieren. Diese Durststrecke bot allerdings die Chance, unabhängig von kommerziellen Zwängen ein frisches und ungewöhnliches Programm aufzubauen. So wurde auch vor Bebop-Nummern (Moose the Mooche) oder TV-Themen (Flintstones) nicht haltgemacht.
Benny Jones, wurde eines Tages gebeten, eine Band für eine Parade zusammenzustellen. Er griff auf seine Probenformation zurück, und aus diesem ersten Auftritt entwickelte sich ein allwöchentliches Engagement im Daryl’s und später ein Festengagement im Glasshouse.

## Der Erfolg
Im Daryl's wurde eines Tages Jerry Brock, Gründer der Radiostation WWOZ, auf die Band aufmerksam und machte daraufhin die erste richtige Aufnahme der Dirty Dozen Brass Band, wie sich die Formation inzwischen nannte. Er sorgte auch für ein ständiges Airplay in seinem Sender und für professionelles Werbematerial. 1982 organisierte er den ersten Auftritt der Band in einem „weißen“ Club in New Orleans. Es folgte der erste internationale Auftritt beim Jazzfestival in Groningen in den Niederlanden, an dem auch Kidd Jordan mitwirkte.
1984 buchte George Wein die Band für eine Tour durch Südeuropa, und nach Engagements in Tramp's und dem Village Gate in New York City (die auf jeweils sechs Wochen verlängert wurden) startete die Karriere der Band durch. Noch im selben Jahr war die Band für vier Wochen in Kalifornien und noch dreimal in Europa. Die erste LP (My Feet Can't Fail Me Now) wurde aufgenommen.

## Der Stil
Die Dirty Dozen Brass Band hatte stets ihren eigenen Stil, der sich im Laufe der Zeit immer weiter von den traditionellen Marching Bands entfernte. Die Musik war in einem weitaus höheren Maß geplant, arrangiert und ausnotiert, als dies üblicherweise der Fall war. Insbesondere das Zusammenspiel von Sousaphonist Kirk Joseph mit den beiden Schlagzeugern Lionel Batiste (der Benny Jones abgelöst hatte) und Jenell Marshall sorgte für ein rhythmisches Fundament, das in seiner Art einzigartig war. So war es auf den vielen Livekonzerten stets dieses Trio, das das Publikum zu Beifallsstürmen hinriss.
Umso schwieriger wurde die Situation für die Band, als 1991 Kirk und Charles Joseph unter dem Druck des ständigen Tourens die Band verließen. Gregory Davis fand keinen Sousaphonisten, der Kirk Joseph auch nur annähernd ersetzen konnte, und musste auf einen Bassgitarristen ausweichen. Als dann 1994 die beiden Schlagzeuger die Band verließen und das ursprüngliche Setup (von zwei Drummern vor dem Bauch getragene Trommeln) durch ein einziges konventionelles Schlagzeug ersetzt wurden, hatte die Band viel von ihrer Ursprünglichkeit verloren.

## Die Auswirkungen
Trotz des einzigartigen Stils der Band, der nur auf den ersten Blick mit den traditionellen Marching Bands in Verbindung zu bringen war, sorgte die Dirty Dozen Brass Band für neues Interesse an dieser Art der musikalischen Darbietung, so dass sich auch andere Bands nicht mehr nur als Touristenattraktion verstanden und ihre „Reservate“ verließen. David Byrne hat sein  1985 erschienenes Album Music for the Knee Plays ausdrücklich als von der Dirty Dozen Brass Band of New Orleans inspiriert benannt.

## Diskografie
- 1984 – My Feet Can't Fail Me Now (Concord Jazz)
- 1986 – Live: Mardi Grass in Montreux (Rounder)
- 1987 – Voodoo (Columbia)
- 1989 – The New Orleans Album (Columbia)
- 1991 – Open Up: Watcha Gonna Do for the Rest of Your Life? (Columbia)
- 1993 – Jelly (Columbia)
- 1998 – Ears to the Wall (Mammoth)
- 1997 – This Is Jazz 30
- 1999 – Buck Jump (Mammoth)
- 2002 – Medicated Magic (Ropeadope)
- 2003 – We Got Robbed: Live in New Orleans (Rykodisc)
- 2004 – Funeral for a Friend (Ropeadope)
- 2005 – This Is the Dirty Dozen Brass Band (Shout Factory)
- 2005 – Jazz Moods: Hot
- 2006 – What's Going On (Shout Factory)
- 2008 – The New Orleans Album
- 2012 – Twenty Dozen (Savoy Jazz)
- 2021 – The Dirty Dozen Brass Band with Dizzy Gillespie: Live in New Orleans (Tipitina's Record Club)